# Електроосмос

Схема електроосмосу.

Електроо́смос (англ. electroosmosis, нім. Elektroosmose) — спрямований рух рідин (води, водних розчинів) у капілярах поруватої системи в електричному полі постійного струму під впливом електрокінетичних сил, що виникають внаслідок взаємодії прикладеної різниці потенціалів та заряду подвійного електричного шару на границі розділу фаз.

## електроосмотична швидкість
Лінійна швидкість потоку рідини через перегородку, віднесена до одиниці сили поля.

## електроосмотичний потік
Об'єм рідини, який протікає через перегородку за одиницю часу, що припадає на одиницю сили поля.

## електроосмотичний тиск
Різниця тисків (Δp) по обидві сторони мембрани, перегородки тощо, необхідна для зупинення електроосмотичного об'ємного потоку. Величина Δp додатна, якщо вищий тиск є з боку вищого потенціалу.